# Олександрія (футбольний клуб)
Футбо́льний клуб «Олександрі́я» — український футбольний клуб з міста Олександрія Кіровоградської області. Утворений 6 березня 1990 року. Виступає в українській Прем'єр-лізі.
Кольори клубу — жовто-зелено-чорні. Домашні матчі команда проводить на стадіоні «Ніка».
Найвище досягнення — друге місце в українській Прем'єр-лізі 2024/25.

## Історія
Колишні назви:
- «Шахтар» (1948–1990)
- «Поліграфтехніка» (1990–2002)
- ФК «Олександрія» (2003)
- ПФК «Олександрія» (2004–2014)
- ФК «Олександрія» (з 1 липня 2014)[1]

### ФК «Шахтар»
Команда «Шахтар», що представляла ВО «Олександріявугілля» у повоєнні 1948 та 1949 роки, вперше випробовувала свої сили на республіканській арені в чемпіонаті серед колективів фізичної культури. Старт був невдалим: у першому ж сезоні гірники, зазнавши 7 поразок у 7 матчах, посіли підсумкове восьме місце, а за рік знову були восьмими, проте вже серед десяти команд. Як наслідок, наступні три роки колектив провів у другій групі чемпіонату колективів фізкультури. Олександрійці поновили свої виступи в аматорській першості УРСР з 1956 року.
У 1960 та 1961 роках у ранзі чемпіона області «Шахтар» у перехідних матчах за право грати в класі «Б» двічі невдало протистояв кіровоградській «Зірці»: 1:2, 1:1 та 0:3, 1:3 відповідно.
На початку сезону 1962 року команду було включено до розіграшу чемпіонату СРСР серед команд класу «Б». А перший матч у Кубку СРСР команда провела 9 травня 1962 року в Олександрії проти рівненського «Колгоспника». «Шахтар» переміг 4:3. На наступному етапі (1/128 фіналу) 21 травня в Запоріжжі олександрійці програли запорізькому «Металургу» 1:2. Усього в Кубку СРСР «Шахтар» брав участь 5 разів. Перші три роки у чемпіонаті і в статусі команди майстрів «Шахтар» боровся за «виживання», а згодом олександрійці стали «міцним середняком» змагань. Останній матч у Кубку СРСР команда провела 27 квітня 1966 року в Олександрії проти «Кривбасу». Гірники поступилися 0:2.
Найбільш вдало колектив виступив у 1968 році, коли у фінальному турнірі за право грати у другій групі класу «А» посів восьме місце.
У класі «Б» команда зіграла 9 сезонів.
Після чергової реорганізації чемпіонату УРСР гірники втратили статус команди майстрів і протягом 18 років (1971–1985, 1988–1990) виступали в чемпіонаті УРСР серед команд колективів фізкультури. Чотири рази в цьому турнірі «Шахтар» був другим (1973–1975 і 1989) і один раз третім (1972) у своїй зоні. Також до активу слід занести участь у фіналі аматорського кубка УРСР 1974 року — «Сокіл» (Львів) 0:0 і 0:1.
У Чемпіонат УРСР серед КФК 1990 року «Шахтар» посів четверте місце в четвертій зоні й по завершенню сезону припинив своє існування.

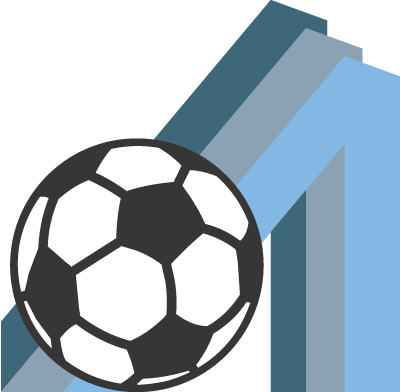
Емблема «Поліграфтехніки»

### ФК «Олександрія»
На олександрійському заводі поліграфічної техніки у 1990 році була створена заводська команда «Поліграфтехніка», яка того ж року стала чемпіоном Кіровоградської області та футбольною командою № 1 у місті по завершенні сезону.
У 1991 році нова команда дебютувала у змаганнях КФК і відразу стала переможцем зони, а у фінальному турнірі, що проходив у Маріуполі, стала бронзовим призером чемпіонату, що дало їй право наступного сезону грати в першій лізі національного чемпіонату України.
Бронзовий успіх в чемпіонаті УРСР 1991 року серед КФК став путівкою для «Поліграфтехніки» до першої ліги національного чемпіонату. Перший матч в чемпіонатах України команда провела 14 березня 1992 року в Олександрії проти черкаського «Дніпра». Господарі перемогли 3:1.
За часів незалежності олександрійці досить вдало виступали у першій лізі: за винятком сезонів 1996/97 та 1997/98 років, команда нижче восьмого місця у турнірній таблиці не опускалась. Двічі «Поліграфтехніка» посідала третю сходинку турнірної таблиці — 1993/94 (тренер Юрій Коваль) та 2000/01 (тренер Роман Покора). Саме бронза чемпіонату 2000/01 років вивела команду з райцентру на Кіровоградщині до вищого дивізіону України.
«Поліграфтехніка» протягом двох сезонів утримувала прописку у вищій лізі, двічі посідаючи 13-те місце. За підсумками чемпіонату 2001/02 років довелося грати перехідний матч у Києві проти житомирського «Полісся», у якому олександрійці виявились сильнішими 1:0.
Через фінансову скруту у 2003 році команда була змушена на рік призупинити своє членство у ПФЛ. Уже під новою назвою — ПФК «Олександрія» — у сезоні 2004/05 років клуб розпочав свій новий похід до вершин національної першості.
Перший сезон у другій лізі олександрійці завершили на третій сходинці турнірної таблиці групи «Б», а за рік, як найкраща команда серед тих, що посіли у своїх групах другі місця, «Олександрія» виборола путівку до першої ліги.
У кубку країни команда брала участь в усіх розіграшах, окрім сезону 2003/04. Перший матч у турнірі команда зіграла 16 лютого 1992 року вдома проти івано-франківського «Прикарпаття». Основний і додатковий час закінчилися з рахунком 0:0, а в серії пенальті перемогли олександрійці 4:3. У наступному матчі 23 лютого «Поліграфтехніка» поступилася «Кременю» на виїзді 0:2. Усього в розіграшах Кубка України команда зіграла 46 ігор. В сезоні 2008/09 команда дійшла до 1/4 фіналу.
У 2014 році об'єднався з командою ПФК «УкрАгроКом» з Головківки.
Провівши 5 сезонів у першій лізі, команда врешті виборола путівку до Прем'єр-ліги. Перший матч після повернення був проти «Шахтаря». У першій частині чемпіонату «Олександрія» виступала на середньому рівні, але у другій частині, після другого матчу з «гірниками», коли олександрійці були близькі до перемоги, команда стала виступати краще. Вона підібралась до єврокубкової зони. А в кубку країни у чвертьфіналі перемогла київське «Динамо» і вийшла до півфіналу, де знову зустрілася із «Шахтарем»: перший матч закінчився внічию, а другий був за «Шахтарем», що згодом у фіналі здолав «Зорю».
У першому в своїй історії єврокубковому матчі «Олександрія» поступилася хорватському «Хайдуку» з рахунком 0:3.
У сезоні 2024-25 виступ Олександрії був дуже успішним на початку сезону Олександрія, яка перемогла поточного чемпіона України Шахтаря з рахунком 4:3. Станом на початок другого кола сезону 2024-2025 Олександрія посідала другу сходинку в турнірній таблиці.

## Статистика виступів

### ФК «Шахтар»
| Рік    | Клас, ліга, група, зона       | І   | В   | Н   | П   | РМ      | О  | Місце    |
| ------ | ----------------------------- | --- | --- | --- | --- | ------- | -- | -------- |
| 1962   | Клас «Б», 3 зона УРСР         | 24  | 6   | 5   | 13  | 22−39   | 17 | 11 із 13 |
| 1962   | Клас «Б», УРСР, 29−39 місця   | 10  | 4   | 5   | 1   | 12−6    | 13 | 31 із 39 |
| 1963   | Клас «Б», 1 зона УРСР         | 38  | 7   | 12  | 19  | 28−56   | 26 | 16 із 20 |
| 1963   | Клас «Б», УРСР, Стикові матчі | 2   | 1   | 1   | 0   | 3−1     | 3  | 31 із 40 |
| 1964   | Клас «Б», 2 зона УРСР         | 30  | 8   | 5   | 17  | 32−42   | 21 | 15 із 16 |
| 1964   | Клас «Б», УРСР, 31−36 місця   | 10  | 5   | 3   | 2   | 12−5    | 13 | 31 із 41 |
| 1965   | Клас «Б», 1 зона УРСР         | 30  | 10  | 14  | 6   | 34−20   | 34 | 4 із 16  |
| 1965   | Клас «Б», УРСР, 7−12 місця    | 10  | 4   | 2   | 4   | 12−9    | 10 | 9 з 45   |
| 1966   | Клас «Б», 1 зона УРСР         | 38  | 12  | 17  | 9   | 30−25   | 41 | 8 з 20   |
| 1966   | Клас «Б», УРСР, Стикові ігри  | 2   | 0   | 0   | 2   | 0−3     | 0  | 16 із 40 |
| 1967   | Клас «Б», 1 зона УРСР         | 40  | 12  | 11  | 17  | 34−45   | 35 | 13 із 21 |
| 1968   | Клас «Б», 1 зона УРСР         | 42  | 21  | 10  | 11  | 56−39   | 52 | 4 із 22  |
| 1968   | Клас «Б», УРСР, Фінал         | 7   | 0   | 1   | 6   | 3−16    | 1  | 8 з 8    |
| 1969   | Клас «Б», 1 зона УРСР         | 40  | 13  | 13  | 14  | 34−45   | 39 | 13 з 21  |
| 1970   | Клас «Б», 1 зона УРСР         | 26  | 7   | 8   | 11  | 18−29   | 22 | 10 з 14  |
| 1970   | Клас «Б», УРСР, 15−27 місця   | 14  | 4   | 4   | 6   | 15−17   | 12 | 24 із 27 |
| Всього | 9 чемпіонатів                 | 359 | 112 | 111 | 136 | 342−394 |    |          |

| Рік       | Етап          | І  | В | Н | П | РМ    | О  |
| --------- | ------------- | -- | - | - | - | ----- | -- |
| 1962      | 1/128 фіналу  | 2  | 1 | 0 | 1 | 5−5   | 2  |
| 1963      | 1/256 фіналу  | 2  | 1 | 0 | 1 | 3−3   | 2  |
| 1964      | 1/1024 фіналу | 1  | 0 | 0 | 1 | 0−1   | 0  |
| 1965      | 1/128 фіналу  | 4  | 2 | 1 | 1 | 4−3   | 5  |
| 1966/1967 | 1/2048 фіналу | 2  | 1 | 0 | 1 | 3−3   | 2  |
| Всього    | 5 турнірів    | 11 | 5 | 1 | 5 | 15−15 | 11 |

Найбільші перемоги:
- у чемпіонатах СРСР: 6:0 («Десна», 1965)
- у Кубках СРСР: 3:1 («Трубник», 23 квітня 1966 року, Олександрія)

Найбільші поразки:
- у чемпіонатах СРСР: 0:6 («Дніпро» Ч, 1967);
- у Кубках СРСР: 0:2 («Кривбас», 27 квітня 1966 року, Олександрія)

### ФК «Олександрія»

#### Чемпіонат України
| Рік          | Ліга, зона, група      | I                    | В                    | Н                    | П                    | РМ                   | О                    | Місце                |
| ------------ | ---------------------- | -------------------- | -------------------- | -------------------- | -------------------- | -------------------- | -------------------- | -------------------- |
| 1992 (весна) | Перша ліга, 1 підгрупа | 26                   | 11                   | 8                    | 7                    | 25−27                | 30                   | 3 із 14              |
| 1992/1993    | Перша ліга             | 42                   | 19                   | 10                   | 13                   | 69−39                | 48                   | 6 із 22              |
| 1993/1994    | Перша ліга             | 38                   | 22                   | 11                   | 5                    | 62−22                | 55                   | 3 із 20              |
| 1994/1995    | Перша ліга             | 42                   | 18                   | 8                    | 16                   | 59−37                | 62                   | 8 із 22              |
| 1995/1996    | Перша ліга             | 42                   | 23                   | 7                    | 12                   | 69−37                | 76                   | 4 із 22              |
| 1996/1997    | Перша ліга             | 46                   | 17                   | 14                   | 15                   | 55−50                | 65                   | 10 із 24             |
| 1997/1998    | Перша ліга             | 42                   | 15                   | 9                    | 18                   | 51−49                | 54                   | 16 із 22             |
| 1998/1999    | Перша ліга             | 38                   | 15                   | 13                   | 10                   | 47−51                | 58                   | 5 із 20              |
| 1999/2000    | Перша ліга             | 34                   | 13                   | 10                   | 11                   | 34−34                | 49                   | 8 із 18              |
| 2000/2001    | Перша ліга             | 34                   | 18                   | 9                    | 7                    | 50−22                | 63                   | 3 із 18              |
| 2001/2002    | Вища ліга              | 26                   | 5                    | 8                    | 13                   | 21−39                | 23                   | 13 із 14             |
| 2001/2002    | Перехідний матч        | 1                    | 1                    | 0                    | 0                    | 1−0                  | 3                    | 1 із 2               |
| 2002/2003    | Вища ліга              | 30                   | 7                    | 9                    | 14                   | 26−43                | 30                   | 13 із 16             |
| 2003/2004    | команда розформована   | команда розформована | команда розформована | команда розформована | команда розформована | команда розформована | команда розформована | команда розформована |
| 2004/2005    | Друга ліга, група Б    | 26                   | 13                   | 6                    | 7                    | 30−19                | 45                   | 3 із 14              |
| 2005/2006    | Друга ліга, група Б    | 28                   | 20                   | 5                    | 3                    | 52−14                | 65                   | 2 із 15              |
| 2006/2007    | Перша ліга             | 36                   | 19                   | 4                    | 13                   | 37−27                | 61                   | 5 із 19              |
| 2007/2008    | Перша ліга             | 38                   | 14                   | 15                   | 9                    | 41−32                | 57                   | 8 із 20              |
| 2008/2009    | Перша ліга             | 32                   | 15                   | 9                    | 8                    | 43−31                | 54                   | 3 із 17              |
| 2009/2010    | Перша ліга             | 34                   | 19                   | 6                    | 9                    | 58−34                | 63                   | 5 із 18              |
| 2010/2011    | Перша ліга             | 34                   | 21                   | 6                    | 7                    | 55−25                | 69                   | 1 із 18              |
| 2011/2012    | Прем'єр-ліга           | 30                   | 4                    | 8                    | 18                   | 24−58                | 20                   | 16 із 16             |
| 2012/2013    | Перша ліга             | 34                   | 17                   | 9                    | 8                    | 48−35                | 60                   | 3 із 18              |
| 2013/2014    | Перша ліга             | 30                   | 14                   | 10                   | 6                    | 47−28                | 52                   | 2 із 16              |
| 2014/2015    | Перша ліга             | 30                   | 22                   | 6                    | 2                    | 53−15                | 72                   | 1 із 16              |
| 2015/2016    | Прем'єр-ліга           | 26                   | 10                   | 8                    | 8                    | 30−29                | 38                   | 6 із 14              |
| 2016/2017    | Прем'єр-ліга           | 32                   | 10                   | 10                   | 12                   | 41−43                | 40                   | 5 із 12              |
| 2017/2018    | Прем'єр-ліга           | 32                   | 10                   | 15                   | 7                    | 32−27                | 45                   | 7 із 12              |
| 2018/2019    | Прем'єр-ліга           | 32                   | 14                   | 7                    | 11                   | 39−34                | 49                   | 3 із 12              |
| 2019/2020    | Прем'єр-ліга           | 32                   | 14                   | 7                    | 11                   | 49−47                | 49                   | 5 із 12              |
| 2020/2021    | Прем'єр-ліга           | 26                   | 8                    | 5                    | 13                   | 33−37                | 29                   | 9 із 14              |
| 2021/2022    | Прем'єр-ліга           | 18                   | 7                    | 5                    | 6                    | 19−16                | 26                   | 6 із 16              |
| 2022/2023    | Прем'єр-ліга           | 30                   | 10                   | 14                   | 6                    | 42−39                | 44                   | 6 із 16              |
| 2023/2024    | Прем'єр-ліга           | 30                   | 8                    | 10                   | 12                   | 30−38                | 34                   | 8 із 16              |
| 2024/2025    | Прем'єр-ліга           | 30                   | 20                   | 7                    | 3                    | 46−22                | 67                   | 2 із 16              |
| Усього       | 33 чемпіонати          | 1080                 | 473                  | 287                  | 320                  | 1418−1100            | 1706                 |                      |

| Ліга                | У  | І    | В   | Н   | П   | РМ        | О    |
| ------------------- | -- | ---- | --- | --- | --- | --------- | ---- |
| Вища (Прем'єр-ліга) | 13 | 374  | 127 | 113 | 134 | 432-472   | 494  |
| Перша               | 18 | 651  | 312 | 163 | 176 | 903−595   | 1048 |
| Друга               | 2  | 54   | 33  | 11  | 10  | 82−33     | 110  |
| Перехідні ігри      |    | 1    | 1   | 0   | 0   | 1−0       | 3    |
| Всього              | 33 | 1080 | 473 | 287 | 320 | 1418-1100 | 1706 |

#### Кубок України
| Рік       | Етап        | І  | В  | Н  | П  | РМ    | О  |   |
| --------- | ----------- | -- | -- | -- | -- | ----- | -- | - |
| 1992      | 1/16 фіналу | 2  | 0  | 1  | 1  | 0−2   | 1  |   |
| 1992/1993 | 1/16 фіналу | 4  | 2  | 0  | 2  | 8−9   | 4  |   |
| 1993/1994 | 1/16 фіналу | 4  | 3  | 0  | 1  | 7−3   | 6  |   |
| 1994/1995 | 1/64 фіналу | 1  | 0  | 0  | 1  | 0−1   | 0  |   |
| 1995/1996 | 1/32 фіналу | 2  | 1  | 0  | 1  | 2−3   | 2  |   |
| 1996/1997 | 1/8 фіналу  | 3  | 2  | 0  | 1  | 3−1   | 4  |   |
| 1997/1998 | 1/32 фіналу | 2  | 1  | 0  | 1  | 3−3   | 2  |   |
| 1998/1999 | 1/64 фіналу | 2  | 1  | 0  | 1  | 2−3   | 2  |   |
| 1999/2000 | 1/16 фіналу | 1  | 0  | 0  | 1  | 0−1   | 0  |   |
| 2000/2001 | 1/16 фіналу | 1  | 0  | 0  | 1  | 0−3   | 0  |   |
| 2001/2002 | 1/8 фіналу  | 4  | 3  | 0  | 1  | 7−4   | 6  |   |
| 2002/2003 | 1/16 фіналу | 2  | 1  | 1  | 0  | 3−1   | 3  |   |
| 2004/2005 | 1/32 фіналу | 1  | 0  | 0  | 1  | 0−2   | 0  |   |
| 2005/2006 | 1/32 фіналу | 1  | 0  | 0  | 1  | 1−2   | 0  |   |
| 2006/2007 | 1/32 фіналу | 1  | 0  | 0  | 1  | 0−2   | 0  |   |
| 2007/2008 | 1/16 фіналу | 2  | 1  | 0  | 1  | 2−2   | 2  |   |
| 2008/2009 | 1/4 фіналу  | 4  | 2  | 1  | 1  | 5−3   | 5  |   |
| 2009/2010 | 1/16 фіналу | 2  | 1  | 0  | 1  | 4−3   | 2  |   |
| 2010/2011 | 1/8 фіналу  | 3  | 1  | 1  | 1  | 5−3   | 3  |   |
| 2011/2012 | 1/16 фіналу | 1  | 0  | 0  | 1  | 0−5   | 0  |   |
| 2012/2013 | 1/32 фіналу | 1  | 0  | 0  | 1  | 1−2   | 0  |   |
| 2013/2014 | 1/16 фіналу | 2  | 0  | 1  | 1  | 2−5   | 1  |   |
| 2014/2015 | 1/8 фіналу  | 3  | 0  | 2  | 1  | 2−3   | 2  |   |
| 2015/2016 | 1/2 фіналу  | 7  | 3  | 3  | 1  | 9−6   | 9  |   |
| 2016/2017 | 1/8 фіналу  | 1  | 0  | 0  | 1  | 1−2   | 0  |   |
| 2017/2018 | 1/8 фіналу  | 1  | 0  | 0  | 1  | 2−3   | 0  |   |
| 2018/2019 | 1/16 фіналу | 1  | 0  | 0  | 1  | 0−3   | 0  |   |
| 2019/2020 | 1/4 фіналу  | 3  | 1  | 1  | 1  | 2−2   | 3  |   |
| 2020/2021 | 1/2 фіналу  | 4  | 2  | 2  | 0  | 9−3   | 6  |   |
| 2021/2022 | 1/4 фіналу  | 2  | 2  | 0  | 0  | 8−3   | 6  |   |
| 2022/2023 | —           | —  | —  | —  | —  | —     | —  | — |
| 2023/2024 | 1/4 фіналу  | 2  | 1  | 1  | 0  | 1−0   | 4  |   |
| 2024/2025 | 1/4 фіналу  | 2  | 1  | 0  | 1  | 4−2   | 3  |   |
| Всього    | 32 турніри  | 72 | 29 | 14 | 29 | 93−89 | 76 |   |

#### Ліга Європи УЄФА
| Сезон   | Турнір      | Раунд         | Суперник   | Вдома | На виїзді | Сумарно |
| ------- | ----------- | ------------- | ---------- | ----- | --------- | ------- |
| 2016/17 | Ліга Європи | 3 квал. раунд | Хайдук     | 0:3   | 1:3       | 1:6     |
| 2017/18 | Ліга Європи | 3 квал. раунд | Астра      | 1:0   | 0:0       | 1:0     |
| 2017/18 | Ліга Європи | Раунд плей-оф | БАТЕ       | 1:2   | 1:1       | 2:3     |
| 2019/20 | Ліга Європи | Група I       | Вольфсбург | 0:1   | 1:3       | 1:4     |
| 2019/20 | Ліга Європи | Група I       | Гент       | 1:1   | 1:2       | 2:3     |
| 2019/20 | Ліга Європи | Група I       | Сент-Етьєн | 2:2   | 1:1       | 3:3     |

Загалом: 12 ігор — 1 виграш, 5 нічиїх, 6 поразок, різниця м'ячів: 9-19

#### Ліга конференцій УЄФА
| Сезон   | Турнір           | Раунд         | Суперник | Вдома | На виїзді | Сумарно |
| ------- | ---------------- | ------------- | -------- | ----- | --------- | ------- |
| 2025/26 | Ліга конференцій | 2 квал. раунд | Партизан | 0:2   | 0:4       | 0:6     |

Загалом: 2 гри — 2 поразки, різниця м'ячів: 0-6
Найбільші перемоги:
- у чемпіонатах України: 8:1 («Артанія», 3 липня 1993 року, Олександрія; «Закарпаття», 26 жовтня 1995 року, Олександрія).
- у Кубках України: 4:0 («Поліграфтехніка-2», 7 серпня 1992 року, Олександрія)
- у Кубку Ліги: 2:1 («Гірник-Спорт», 22 вересня 2009 року, Комсомольськ)

Найбільші поразки:
- у чемпіонатах України: 2:7 («Шахтар-2», 21 серпня 1998 року, Харцизьк); 0:5 («Динамо» К, 7 липня 2001 року, Київ; «Шахтар» Д, 19 квітня 2003 року, Донецьк)
- у Кубках України: 0:5 («Металіст», 7 жовтня 1992 року, Харків; «Арсенал» К, 21 вересня 2011 року, Київ)
- у Кубку Ліги: 1:3 («Ходак», 28 жовтня 2009 року, Черкаси)

## Досягнення

### ФК «Шахтар»
- Фіналіст Кубка УРСР серед колективів фізкультури: 1974
- Переможець чемпіонату Кіровоградської області (5): 1960, 1961, 1979, 1981, 1989

### ФК «Олександрія»
- Срібний призер Прем'єр-ліги України: 2024/25
- Бронзовий призер Прем'єр-ліги України: 2018/19
- Володар Трофею престижу: 2017/18
- Чемпіон першої ліги України (2): 2010/11, 2014/15
- Срібний призер першої ліги України: 2013/14
- Бронзовий призер першої ліги України (4): 1993/94, 2000/01, 2008/09, 2012/13
- Срібний призер другої ліги України (група Б): 2005/06
- Бронзовий призер другої ліги України (група Б): 2004/05
- Бронзовий призер чемпіонату УРСР серед колективів фізкультури: 1991
- Переможець чемпіонату Кіровоградської області: 1990

## Рекордсмени клубу
Гравці з найбільшою кількістю матчів (перед початком сезону 2021/22)
| Прізвище (роки виступів)                            | ВЛ+УПЛ | 1 ліга | 2 ліга | КУ | ЄК | Разом |
| --------------------------------------------------- | ------ | ------ | ------ | -- | -- | ----- |
| 1. Андрій Запорожан (2007—2020)                     | 125    | 181    | 0      | 18 | 6  | 330   |
| 2. Василь Грицук (2009—2021)                        | 103    | 124    | 0      | 16 | 6  | 249   |
| 3. Євген Банада (2012—2021)                         | 151    | 64     | 0      | 19 | 11 | 245   |
| 4. Ігор Чередніченко (2005—2013)                    | 18     | 157    | 27     | 11 | 0  | 213   |
| 5. Віталій Первак (1995—1996, 2001—2003, 2004—2008) | 50     | 105    | 44     | 12 | 0  | 211   |
| 6. Володимир Максімов (1992—1998, 2004—2005)        | 0      | 199    | 2      | 10 | 0  | 211   |
| 7. Юрій Паньків (2009—2012, 2017—2021)              | 130    | 61     | 0      | 5  | 10 | 206   |
| 8. Олександр Казанюк (2005—2012)                    | 14     | 139    | 27     | 11 | 0  | 191   |
| 9. Юрій Гура (1993—2001)                            | 0      | 183    | 0      | 7  | 0  | 190   |
| 10. Сергій Старенький (2000—2018)                   | 84     | 85     | 0      | 10 | 5  | 184   |

Гравці з найбільшою кількістю м'ячів (перед початком сезону 2021—2022 р.р.)
| Прізвище (роки виступів)                       | ВЛ+УПЛ | 1 Ліга | 2 Ліга | КУ | ЄК | Разом |
| ---------------------------------------------- | ------ | ------ | ------ | -- | -- | ----- |
| 1. Сергій Чуйченко (1993—1996, 2000—2003)      | 11     | 85     | 0      | 5  | 0  | 101   |
| 2-3. Володимир Максімов (1992—1998, 2004—2005) | 0      | 42     | 0      | 2  | 0  | 44    |
| 2-3. Василь Грицук (2009—2021)                 | 16     | 24     | 0      | 3  | 1  | 44    |
| 4. Сергій Старенький (2010—2018)               | 13     | 21     | 0      | 1  | 1  | 36    |
| 5. Олександр Казанюк (2005—2012)               | 0      | 23     | 7      | 3  | 0  | 33    |
| 6. Олександр Гребінюк (2004—2008)              | 0      | 12     | 19     | 0  | 0  | 31    |
| 7. Андрій Запорожан (2007—2020)                | 14     | 13     | 0      | 1  | 1  | 29    |
| 8-11. Євген Банада                             | 20     | 3      | 0      | 1  | 2  | 26    |
| 8-11. Віктор Богатир (1992—1995)               | 0      | 24     | 0      | 2  | 0  | 26    |
| 8-11. Олег Яременко (1995—2000)                | 0      | 26     | 0      | 0  | 0  | 26    |
| 8-11. Вадим Чернишенко (1996—2001, 2004—2007)  | 0      | 23     | 2      | 1  | 0  | 26    |

## Стадіон

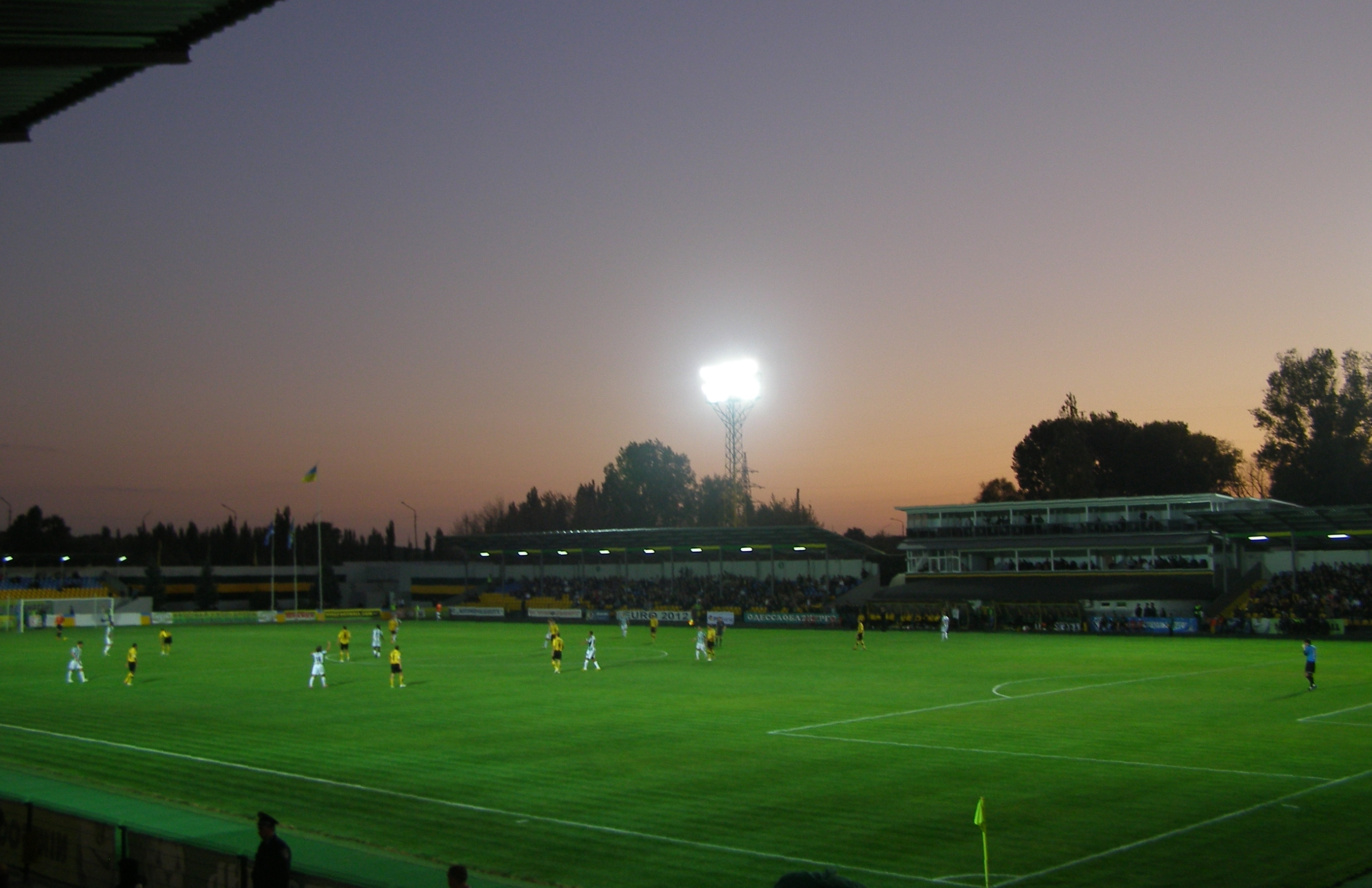
Стадіон «Ніка» ввечері

Домашньою ареною ФК «Олександрія» є культурно-спортивний комплекс «Ніка», який був відкритий після реконструкції стадіону «Шахтар» 30 травня 1998 року. На сьогоднішній день цей комплекс вміщує 7000 глядачів. Близько 70 % всіх місць захищені від опадів та снігу. Стадіон розташований в середмісті Олександрії в зеленій частині міста.

## Уболівальники
Найвідданіші вболівальники «Олександрії» збираються на 10 секторі. Фанатський рух в Олександрії зародився з моменту утворення команди. Однак найбільша популярність спостерігається в останні роки, що пов'язано з успіхами команди. Кількість активних уболівальників становить 100—120 осіб. Переважна більшість уболівальників дотримуються правих політичних поглядів.
Фанати «Олександрії» підтримують дружні стосунки з уболівальниками білоцерківського «Арсеналу».
Основне протистояння на внутрішній арені — з фанатами кропивницької «Зірки» (дербі Кіровоградської області). Також напружені стосунки з вболівальниками «Кривбасу», «Металіста», київського «Арсеналу», запорізького «Металурга», «Оболоні», «Чорноморця», «Геліоса», черкаського «Дніпра» та алчевської «Сталі».

## Склад команди
Станом на 18 серпня 2025  року відповідно до офіційної заявки на сайті ПЛ
| №  | Поз. | Нац.        | Гравець                        |
| -- | ---- | ----------- | ------------------------------ |
| 1  | ВР   | Україна     | Віктор Долгий                  |
| 30 | ВР   | Україна     | Микита Шевченко (віце-капітан) |
| 2  | ЗХ   | Україна     | Ілля Ухань                     |
| 3  | ЗХ   | Україна     | Юрій Матвіїв                   |
| 15 | ЗХ   | Україна     | Антон Дрозд                    |
| 16 | ЗХ   | Франція     | Тео Ндіка                      |
| 22 | ЗХ   | Україна     | Даніл Скорко                   |
| 23 | ЗХ   | Україна     | Микола Огарков                 |
| 26 | ЗХ   | Португалія  | Мігель Кампуш                  |
| 50 | ЗХ   | Кот-д'Івуар | Жоселен Беіратче               |
| 86 | ЗХ   | Україна     | Антон Боль                     |
| 5  | ПЗ   | Бразилія    | Фернандо Енріке                |
| 6  | ПЗ   | Україна     | Кирило Ковалець (капітан)      |
| 8  | ПЗ   | Україна     | Сергій Булеца                  |
| 9  | ПЗ   | Україна     | Дмитро Мишньов                 |

| №  | Поз. | Нац.       | Гравець           |
| -- | ---- | ---------- | ----------------- |
| 11 | ПЗ   | Україна    | Артем Шулянський  |
| 17 | ПЗ   | Україна    | Ярослав Базаєв    |
| 19 | ПЗ   | Португалія | Жота              |
| 20 | ПЗ   | Україна    | Данііл Ващенко    |
| 24 | ПЗ   | Франція    | Хуссейн Туаті     |
| 25 | ПЗ   | Україна    | Ілля Баденко      |
| 27 | ПЗ   | Албанія    | Теді Цара         |
| 40 | ПЗ   | Україна    | Дмитро Черниш     |
| 44 | ПЗ   | Бразилія   | Жонатан Да Сільва |
| 49 | ПЗ   | Бразилія   | Матеус Амарал     |
| 55 | ПЗ   | Україна    | Євгеній Смирний   |
| 59 | ПЗ   | Україна    | Артем Козак       |
| 71 | ПЗ   | Україна    | Денис Шостак      |
| 10 | НП   | Україна    | Андрій Кулаков    |

### Юнацький склад (U-19)
Станом на 18 серпня 2025  року відповідно до офіційної заявки на сайті ПЛ
| №  | Поз. | Нац.    | Гравець            |
| -- | ---- | ------- | ------------------ |
| 13 | ВР   | Україна | Данило Заєць       |
| 72 | ВР   | Україна | Назар Макаренко    |
|    | ВР   | Україна | Дмитро Самойлович  |
| 61 | ВР   | Україна | Микита Стовба      |
| 12 | ВР   | Україна | Олександр Чобітько |
| 74 | ЗХ   | Україна | Олександр Білий    |
| 90 | ЗХ   | Україна | Даниїл Власюк      |
| 35 | ЗХ   | Україна | Данило Гаража      |
| 62 | ЗХ   | Україна | Роман Гриценко     |
| 43 | ЗХ   | Україна | Марат Дзюбін       |
| 64 | ЗХ   | Україна | Андрій Курлатов    |
|    | ЗХ   | Україна | Антон Левкович     |
| 65 | ЗХ   | Україна | Іван Левун         |
|    | ЗХ   | Україна | Нікіта Луценко     |
| 95 | ЗХ   | Україна | Євгеній Прокопенко |
| 32 | ЗХ   | Україна | Данііл Романенко   |
|    | ЗХ   | Україна | Ігор Устинов       |
| 36 | ЗХ   | Україна | Артем Хованюк      |
|    | ЗХ   | Україна | Богдан Цип'ящук    |
| 94 | ПЗ   | Україна | Максим Астаф'єв    |
|    | ПЗ   | Україна | Олексій Бець       |
| 88 | ПЗ   | Україна | Давид Білий        |
| 98 | ПЗ   | Україна | Денис Бредельов    |
| 70 | ПЗ   | Україна | Андрій Васін       |

| №  | Поз. | Нац.    | Гравець              |
| -- | ---- | ------- | -------------------- |
|    | ПЗ   | Україна | Артем Власенко       |
| 63 | ПЗ   | Україна | Євгеній Горбатов     |
| 69 | ПЗ   | Україна | Мирон Гребенюк       |
|    | ПЗ   | Україна | Ігор Грибеник        |
| 60 | ПЗ   | Україна | Олександр Грузин     |
|    | ПЗ   | Україна | Олександр Куц        |
|    | ПЗ   | Україна | Кирил Куценко        |
| 80 | ПЗ   | Україна | Матвій Малько        |
| 76 | ПЗ   | Україна | Павло Нестеренко     |
| 66 | ПЗ   | Україна | Арсений Плакса       |
| 97 | ПЗ   | Україна | Назар Прокопенко     |
| 68 | ПЗ   | Україна | Алі Халілов          |
| 83 | ПЗ   | Україна | Данило Хан           |
| 42 | ПЗ   | Україна | Єгор Цевух           |
| 67 | ПЗ   | Україна | Артем Яременко       |
| 57 | НП   | Україна | Дмитро Безклейний    |
| 75 | НП   | Україна | Максим Карташев      |
| 89 | НП   | Україна | Денис Кубенко        |
| 73 | НП   | Україна | Владислав Омельченко |
|    | НП   | Україна | Максим Омельченко    |
|    | НП   | Україна | Аблімят Османов      |
|    | НП   | Україна | Роман Савченко       |
| 96 | НП   | Україна | Владислав Шаповалов  |
| 91 | НП   | Україна | Максим Шолупець      |

## Відомі гравці
- Олександр Бабич
- Віктор Богатир
- Іван Богатир
- Олександр Бокарєв
- Станіслав Боровський
- Андрій Гаврюшов
- Юрій Газюкін
- Микола Гарбузников
- Володимир Гащин
- Олександр Гребінюк
- Юрій Гура
- Олександр Желєзний
- Олексій Іванов
- Олександр Казанюк
- Олег Казмін
- Станіслав Козаков
- Юрій Кудінов
- Валерій Курганов
- Сергій Лактіонов
- Володимир Максімов
- Омар Мішков
- Юрій Мокрицький
- Віталій Первак
- Ігор Плотко
- Андрій Покладок
- Юрій Пугач
- Сергій Селезньов
- Валентин Слюсар
- Костянтин Сосенко
- Ігор Чередніченко
- Тарас Чопик
- Сергій Чуйченко
- Володимир Шаран
- Олег Яременко
- Олег Ярошенко

## Цікаві факти
- Єдиний футбольний клуб Кіровоградської області, який має досвід виступів у єврокубках.